# Le Jeu de la dame (roman)
Pour l'adaptation télévisuelle, voir Le Jeu de la dame.
Le Jeu de la dame (The Queen's Gambit) est un roman de suspense sur le jeu d'échecs de l'écrivain américain Walter Tevis, paru en 1983 chez Random House. La première version française fut publiée en 1990 par les Éditions Albin Michel et une nouvelle traduction paraît en 2021 aux éditions Gallmeister.
Le roman a été adapté en une mini-série télévisée sous le même titre diffusée sur Netflix en octobre 2020.

## Résumé
Le roman suit la vie de Beth Harmon de l'orphelinat jusqu'à l'accession au titre de grand maître international (du jeu d'échecs) et sa lutte contre les addictions aux tranquillisants et à l'alcool,.
À l'âge de 8 ans, Beth Harmon devient orpheline lorsque sa mère meurt dans un accident de voiture. Elle est envoyée à Methuen, un orphelinat où les enfants reçoivent des tranquillisants pour les maintenir dociles.
Pendant son séjour, Beth observe le concierge, M. Shaibel, jouer aux échecs seul. Bien qu'il soit initialement réticent à l'idée d'apprendre le jeu à une fille, Beth finit par le persuader de jouer avec elle. En quelques mois, M. Shaibel avoue lui avoir appris tout ce qu'il sait et la présente à un enseignant de lycée local qui dirige un club d'échecs.
Peu après que Beth bat un groupe d'élèves du lycée aux échecs, elle apprend que l'État interdit l'usage de tranquillisants chez les enfants. En tentant de faire des réserves des derniers comprimés pour elle-même, elle fait une overdose accidentelle. En guise de punition, on lui interdit de jouer aux échecs et d'interagir avec M. Shaibel. Elle se lie d’amitié avec Jolene, une jeune fille noire de 13 ans, athlétique.
Cinq ans plus tard, à l'âge de 13 ans, Beth est adoptée par les Wheatley. Peu après son adoption, M. Wheatley abandonne sa femme. Beth essaie immédiatement de rejouer aux échecs. Après avoir volé un magazine d'échecs, elle apprend qu'un tournoi local se tient dans un lycée et écrit secrètement à M. Shaibel pour lui demander de lui prêter de l'argent afin de payer les frais d’inscription. Bien qu’elle ne soit pas classée et qu’elle n’ait pas eu accès à un jeu d’échecs depuis cinq ans, Beth non seulement remporte le tournoi, mais bat aussi le champion d'État du Kentucky, Harry Beltik. Ne pouvant pas encaisser elle-même ses gains, elle avoue sa victoire à Mme Wheatley. Dans une situation financière désespérée, Mme Wheatley commence à organiser la participation de Beth à d'autres tournois, en se concentrant sur ceux avec les plus gros prix et en prenant une commission d'agent de 10 %.
Beth attire l'attention en tant que prodige, mais elle rencontre le champion des États-Unis, Benny Watts, lui-même ancien prodige, qui la bat. Elle est alors couronnée co-championne des États-Unis. Pendant plusieurs années, elle a le sentiment de stagner malgré son talent, en vieillissant. Elle continue aussi à consommer des drogues et de l'alcool à titre récréatif, volant des tranquillisants à Mme Wheatley et découvrant que l'alcool l'aide à calmer son anxiété. À 18 ans, elle participe à une compétition au Mexique où elle rencontre et perd contre le Russe Vasily Borgov. De retour dans sa chambre d’hôtel, elle découvre que Mme Wheatley est morte, la laissant orpheline une fois de plus.
De retour aux États-Unis, Beth retrouve Harry Beltik qui, tout en admirant son jeu intuitif, insiste pour qu'elle étudie les échecs plus sérieusement. Ils entament une relation à la fois professionnelle et personnelle, mais après lui avoir enseigné tout ce qu'il sait, il la quitte brutalement pour se concentrer sur ses études.
Beth participe aux championnats des États-Unis et parvient à battre Benny Watts. Enfin championne des États-Unis en solo, elle reçoit maintenant des invitations pour des compétitions internationales. Benny propose de l'entraîner, alors elle déménage à New York pour étudier sous sa direction, et ils entament aussi une relation amoureuse. Beth dépasse rapidement Benny et part à Paris, confiante d’être capable de battre Borgov. Mais, bien qu'elle joue son meilleur jeu sans commettre d’erreurs évidentes, Borgov la bat. Beth retourne dans le Kentucky où elle sombre dans l'alcool.
Après avoir participé à un tournoi pour défendre son titre de championne d'État du Kentucky et avoir perdu lamentablement sa première partie, Beth réalise qu'elle est alcoolique. Elle reprend contact avec son ancienne amie de Methuen, Jolene, qui est maintenant professeure d'éducation physique et prépare un master en sciences politiques. Jolene aide Beth à se reprendre en main, et Beth triomphe lors de son prochain tournoi.
Beth se prépare pour le tournoi international de Moscou, déterminée à prendre sa revanche contre Borgov. Benny lui propose d'être son second, c'est-à-dire un joueur qui l'aide à analyser et préparer ses parties. Bien que la Fédération américaine des échecs manque de fonds, une organisation chrétienne propose de financer son voyage à condition qu'elle accepte de promouvoir une propagande anticommuniste. Beth refuse et retourne leur argent, se retrouvant sans le soutien de Benny. Elle se rend donc seule à Moscou.
À Moscou, Beth bat avec succès ses adversaires, mais elle redoute sa partie finale contre Borgov. Elle remarque également que les Soviétiques s’entraident pour analyser leurs parties, tandis qu’elle est principalement seule. La dernière partie contre Borgov est ajournée. Le soir même, elle a du mal à analyser la partie par elle-même, mais elle est sauvée par Benny, qui l'appelle depuis New York pour lui proposer son analyse. Lorsque la partie reprend, Borgov lui propose un match nul. Elle refuse et finit par remporter la partie. Beth prévoit alors de battre Borgov une nouvelle fois dans les deux ans à venir pour devenir championne du monde. Lors de la réception à l'ambassade célébrant sa victoire, elle se sent mal à l’aise et part tôt pour jouer aux échecs dans un parc avec un groupe d’hommes locaux qui jouent pour l’amour du jeu.

## Inspirations
L'auteur, Walter Tevis était un joueur d'échecs amateur. Le thème de la dépendance a été inspiré par son expérience des produits qu'il prenait à forte dose pour soulager sa valvulopathie cardiaque.

## Adaptation
Le roman a été adapté en une mini-série télévisée sous le même titre diffusée sur Netflix en octobre 2020.

## Éditions françaises
- Le Jeu de la dame  (trad. de l'anglais par Pierre Alien), Paris, Albin Michel, 1990, 328 p.
- Le Jeu de la dame  (trad. de l'anglais par Pierre Alien), UGE, coll. « 10/18. Domaine étranger », 1994, 329 p.
- Le Jeu de la dame  (trad. de l'anglais par Jacques Mailhos), Gallmeister, coll. « Totem », 2021, 448 p.

## Critiques
Le roman a été critiqué pour ses nombreuses erreurs concernant les échecs.